# Granito

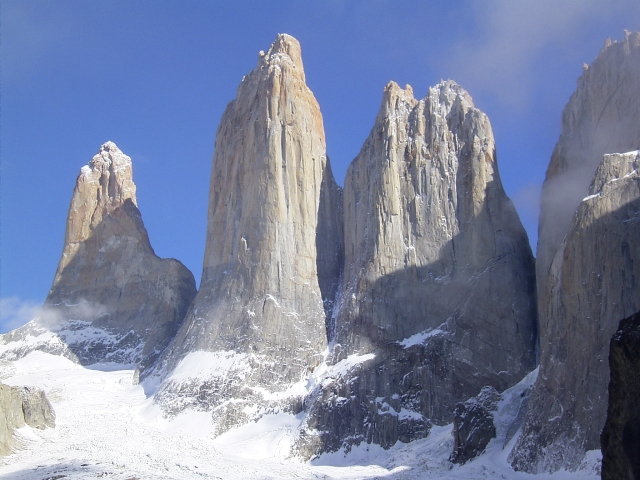
Os picos de granito no Parque Nacional Torres del Paine, Patagônia chilena

O granito (do latim granum grão, em referência à textura da rocha) é um tipo comum de rocha magmática, intrusiva ou plutónica de textura (cristais) fina não metamórfica, média ou grosseira, composta essencialmente pelos minerais: quartzo, mica e feldspato, tendo como minerais acessórios mica (normalmente presente), horneblenda, zircão e outros minerais. É normalmente encontrado nas placas continentais da crosta terrestre.
O granito é quase sempre compacto (sem estruturas internas), duro e resistente, sendo por essas qualidades usado como pedra para a construção civil. A densidade média do granito situa-se entre 2,65 g/cm3 e 2,75 g/cm3 A sua temperatura de fusão é de 1215 - 1260 °C.

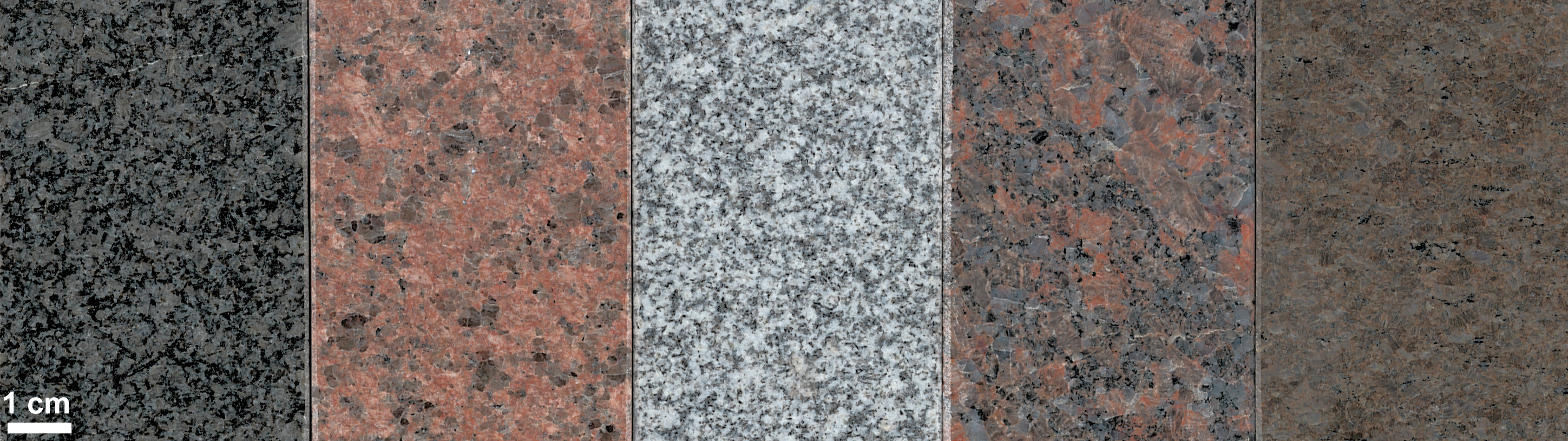
Cortes variados de granito

A composição mineralógica dos granitos é definida por associações muito variadas de quartzo, feldspato, micas (biotite e/ou moscovite), anfíbolas (sobretudo horneblenda), piroxenas (augite e hiperstena) e olivina. Alguns desses constituintes podem estar ausentes em determinadas associações mineralógicas, anotando-se diversos outros minerais acessórios em proporções bem mais reduzidas. Quartzo, feldspato, micas e anfíbolas são os minerais dominantes nas rochas graníticas e afins.
Os feldspatos (microclina, ortóclase e plagióclases), são os principais condicionantes do padrão cromático das rochas silicáticas, conferindo as colorações avermelhada, rosada e creme-acinzentada a estas rochas.
A cor negra variavelmente impregnada na matriz das rochas silicatadas, é conferida pelos minerais máficos (silicatos ferro-magnesianos) sobretudo anfíbolas (hornblenda) e micas (biotite).
Nos granitos mais leucocráticos (claros), portanto com menor quantidade de minerais ferro-magnesianos, o quartzo e o feldspato compõem normalmente entre 85% e 95% da rocha.
A textura das rochas silicatadas é determinada pela granulação e hábito dos cristais, sendo a estrutura definida pela distribuição desses cristais. Composição, textura e estrutura representam assim parâmetros de grande importância para caracterização de granitos.
O granito é utilizado como rocha ornamental e na construção civil. Para o sector de pedras ornamentais e de revestimento, o termo granito designa um amplo conjunto de rochas silicatadas, abrangendo monzonitos, granodioritos, charnockitos, sienitos, dioritos, doleritos, basaltos e os próprios granitos.
Em Portugal a paisagem granítica revela-se principalmente em extensos planaltos, em serras, nas Beiras e em várias regiões montanhosas. Há ainda a considerar um maciço de dimensões mais reduzidas, na serra de Sintra, com cerca de 10 por 5 quilómetros.

## Mineralogia

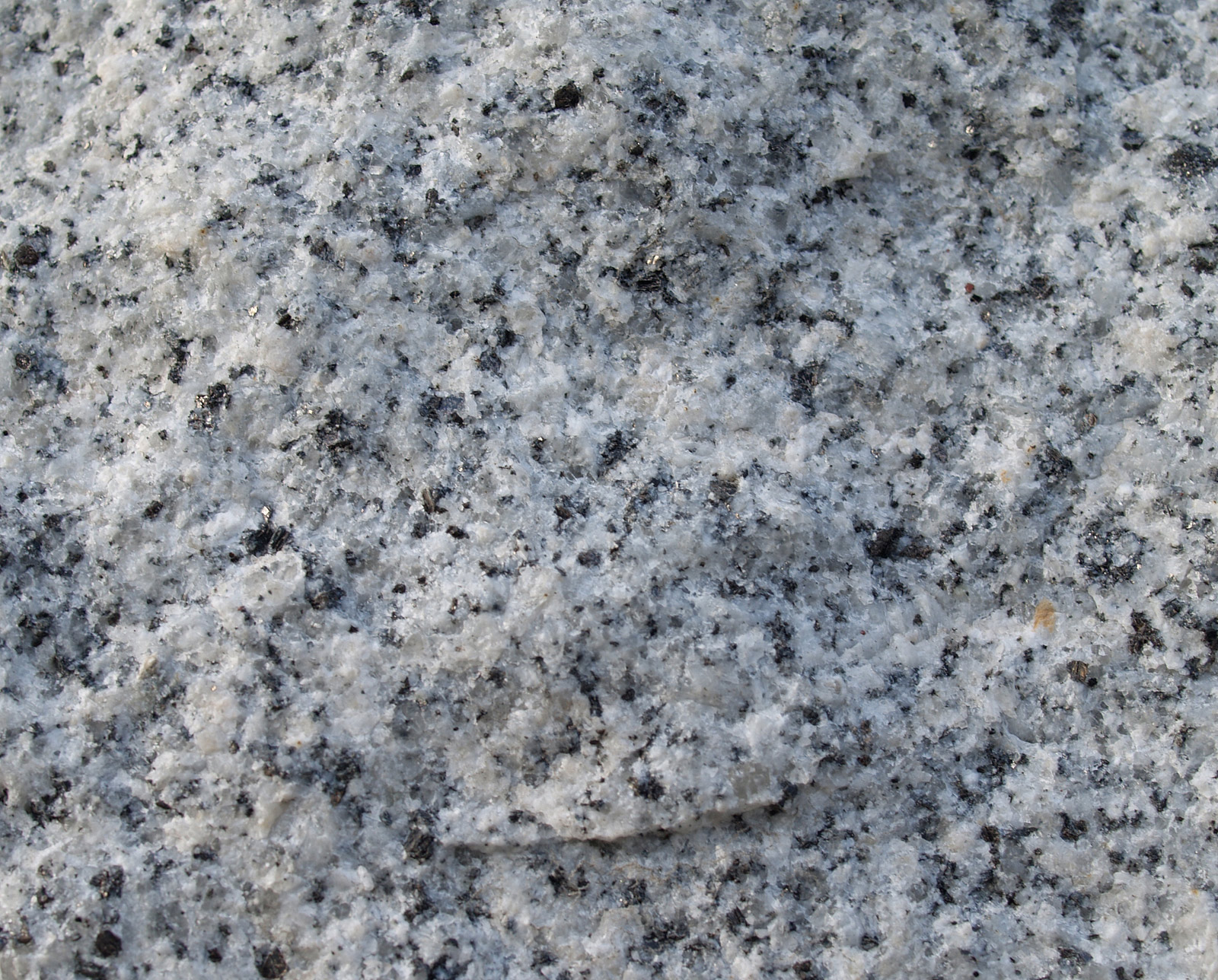
Parede de granito em um muro de Madri.

Diagrama QAPF de Streckeisen para classificação de rochas plutônicas

Granitos são classificados de acordo com o diagrama QAPF para rochas plutônicas de granulação grossa e são nomeados de acordo com a porcentagem de quartzo, álcali-feldspato (ortoclásio, sanidina ou microclina) e plagioclásio na porção A-Q-P do diagrama. De acordo com a convenção petrológica moderna, granitos verdadeiros contém tanto plagioclásio quanto álcali-feldspatos. Quando um granitoide é desprovido (ou quase) de plagioclásio, nos referimos à rocha como um álcali-feldspato granito. Quando um granitoide contém menos de 10% de ortoclásio, é chamado de tonalito; piroxênios e anfibólios são comuns em tonalitos. Um granito contendo tanto muscovita quanto biotita é chamado de binário, ou granito de duas micas. Granitos com duas micas possuem alto teor de potássio e baixo de plagioclásio, e são normalmente granitos tipo-S ou tipo-A.

### Composição química
Uma média mundial da composição química dos granitos, por porcentagem de peso, baseado em 2485 análises:
| SiO2  | 72.04% (sílica)  | 72.04 |
| Al2O3 | 14.42% (alumina) | 14.42 |
| K2O   | 4.12%            | 4.12  |
| Na2O  | 3.69%            | 3.69  |
| CaO   | 1.82%            | 1.82  |
| FeO   | 1.68%            | 1.68  |
| Fe2O3 | 1.22%            | 1.22  |
| MgO   | 0.71%            | 0.71  |
| TiO2  | 0.30%            | 0.3   |
| P2O5  | 0.12%            | 0.12  |
| MnO   | 0.05%            | 0.05  |

## Origem
Granitos tem composição félsica e são mais comuns recentemente no tempo geológico em contraste à antiga história ígnea ultramáfica da Terra. Rochas félsicas são menos densas que rochas máficas e ultramáficas, e portanto, tendem a escapar da subducção, enquanto rochas basálticas ou gabroicas tendem a afundar no manto abaixo das rochas graníticas dos crátons continentais. Portanto, rochas graníticas formam o embasamento de todos os continentes terrestres.

### Origens geoquímicas
Granitoides cristalizam a partir de magmas que têm composições em (ou próximas de) um ponto eutético (ou um mínimo de temperatura em uma curva cotética). Magmas evoluirão até o eutético devida a diferenciação ígnea, ou porque eles representam baixos graus de fusão parcial. Cristalização fracionada acaba por reduzir um melt em ferro, magnésio, titânio, cálcio e sódio, e enriquecem o melt em potássio e silício. Álcali-feldspatos (ricos em potássio) e quartzo (SiO2) são os dois constituintes principais do granito.
Este processo opera independentemente da origem do magma parental do granito e de sua química. Entretanto, a composição e origem do magma que sofre diferenciação para granitos deixa certas evidências geoquímicas e minerais de qual seria a rocha-fonte. Por exemplo, um granito que é formado por sedimentos fundidos pode ter mais álcali-feldspatos, enquanto um granito derivado de basalto fundido pode ser mais rico em plagioclásio. É precisamente nisto que se baseia a classificação moderna.

## Intemperismo
O intemperismo físico ocorre em larga escala na forma de juntas de desplacamento, que são o resultado da expansão e fraturamento de um granito, à medida que há alívio de pressão quando o material sobrejacente é eliminado por erosão ou outros processos.
O intemperismo químico do granito ocorre quando ácido carbônico diluído (e outros ácidos presentes na chuva e na água freática), alteram o feldspato em um processo chamado hidrólise. Como demostrado na seguinte reação, isto faz com que o feldspato potássico forme caulinita, com íons potássicos, bicarbonato e sílica como subprodutos.
2 KAlSi3O8 + 2 H2CO3 + 9 H2O → Al2Si2O5(OH)4 + 4 H4SiO4 + 2 K+ + 2 HCO3−

## Usos

### Antiguidade

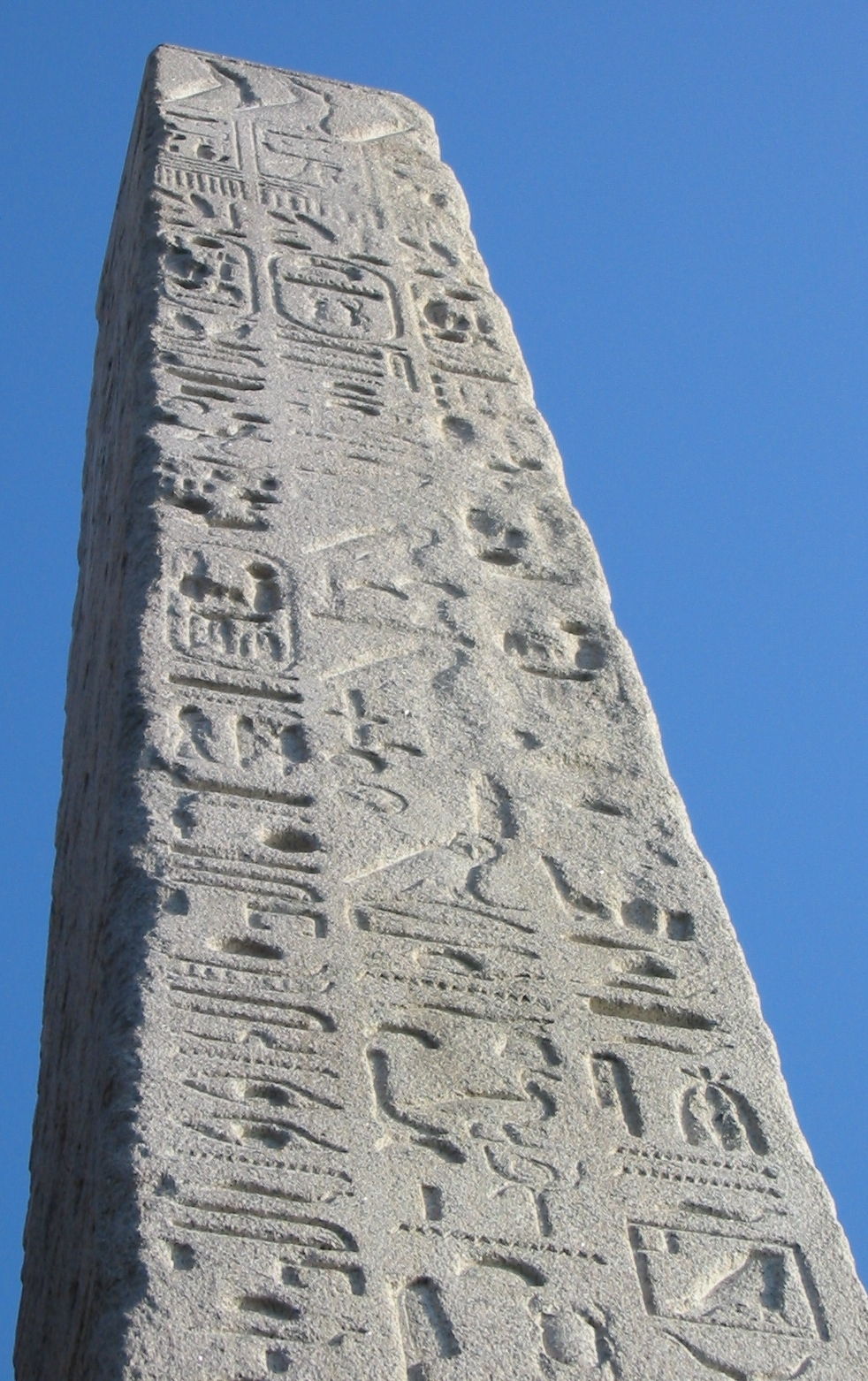
Agulhas de Cleópatra, Londres.

A Pirâmide Vermelha do Egito (por volta de 2 590 a.C.), assim chamada pelo tom carmesim claro de suas superfícies de calcário expostas, é a terceira maior das pirâmides egípcias. A pirâmide de Menkaure, provavelmente datada de 2 510 a.C, foi construída em blocos de calcário e granito.
A Grande Pirâmide de Gizé (2580 a.C) contém um enorme sarcófago de granito feito de granito vermelho de Aswan. A Pirâmide Negra datada do reinado de Amenemhat III, já teve um cume de granito polido, que agora está em exibição no salão principal do Museu Egípcio no Cairo. Outros usos no Egito Antigo incluem colunas, vergas de portas, soleiras, ombreiras, paredes e pisos. Como os egípcios trabalhavam o granito sólido ainda é uma questão de debate. De acordo com o arqueólogo Patrick Hunt, os egípcios usavam um tipo de esmeril primitivo para polir a rocha.
Rajaraja Chola I da Dinastia Chola construiu o primeiro templo do mundo inteiramente de granito no século XI em Tanjore, Índia. O Templo Brihadeeswarar dedicado a Shiva foi construído em 1010. Acredita-se que o Gopuram tenha uma massa de cerca de 81 toneladas. É o templo mais alto do sul da Índia.
O granito do Império Romano foi extraído principalmente no Egito, e também na Turquia e nas ilhas de Elba e Giglio. A extração cessou por volta do século III. No século XVI, o granito passou a ser conhecido como espolia. A tecnologia necessária para fazer cinzéis de aço temperado foi esquecida durante a Idade Média e como resultado, os pedreiros medievais foram forçados a usar serras ou esmeril para encurtar colunas antigas ou transformá-las em discos. Giorgio Vasari observou no século XVII que o granito nas pedreiras era "muito mais macio e fácil de trabalhar do que depois de exposto", enquanto as colunas antigas, por causa de sua "dureza e solidez não têm nada a temer do fogo ou da espada, e do próprio tempo, que leva tudo à ruína, não apenas não os destruiu, mas nem mesmo alterou sua cor."

### Esculturas
Em algumas áreas, o granito é usado para lápides e memoriais. O granito é uma pedra dura e requer habilidade para ser entalhado à mão. Até o início do século XVIII, no mundo ocidental, o granito só podia ser esculpido por ferramentas manuais, com resultados geralmente ruins.
Um grande avanço foi a invenção de ferramentas de corte e acabamento movidas a vapor por Alexander MacDonald de Aberdeen, inspirado ao ver esculturas de granito egípcias. Em 1832, a primeira lápide polida de granito de Aberdeen foi instalada no Kensal Green Cemetery. Com isso, seu trabalho se popularizou em Londres e, por alguns anos, todo o granito polido encomendado veio da MacDonald. Como resultado do trabalho do escultor William Leslie e, mais tarde, de Sidney Field, os memoriais de granito se tornaram um importante símbolo de status na Inglaterra vitoriana. O cemitério real em Frogmore é considerado o auge de seu trabalho.
Os métodos modernos de escultura incluem o uso de brocas rotativas controladas por computador e jato de areia sobre um estêncil de borracha. Deixando as letras, números e emblemas expostos na pedra.
A pedra conhecida como "granito preto" é, na verdade, uma rocha chamada gabro, que tem uma composição química completamente diferente do granito.

### Construção

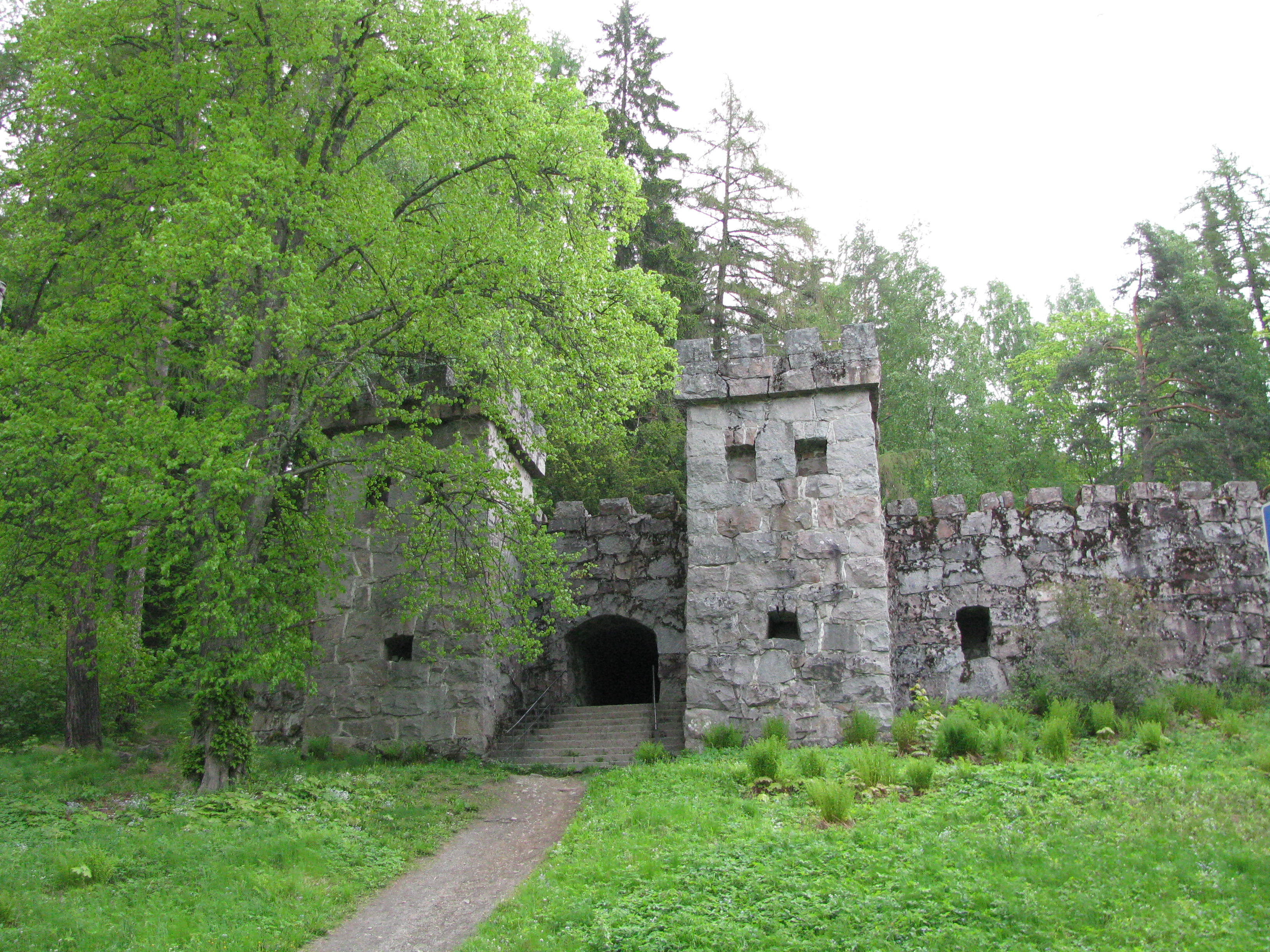
Um castelo feito de granito em Hämeenlinna, Tavastia Proper, Finlândia.

O granito tem sido amplamente utilizado como pedra de dimensão e como ladrilhos de pavimento em edifícios e monumentos públicos e comerciais. Aberdeen na Escócia, foi construído principalmente a partir de granito local, é conhecida como "A Cidade do Granito". Devido à sua abundância na Nova Inglaterra, o granito era utilizado na construção de fundações de edificações. O Granite Railway, a primeira estrada de ferro da América, foi construído para transportar granito das pedreiras em Quincy, Massachusetts, até ao rio Neponset na década de 1820.
Os engenheiros têm usado placas de granito polido para estabelecer um plano de referência, uma vez que são relativamente impermeáveis, inflexíveis e mantêm uma boa estabilidade dimensional. O concreto jateado com um conteúdo de agregado pesado tem uma aparência semelhante ao granito bruto e é frequentemente usado como um substituto quando não é possível usá-lo. As mesas de granito são amplamente utilizadas como bases ou mesmo como todo o corpo estrutural de instrumentos ópticos, CMMs e máquinas CNC de altíssima precisão devido à rigidez do granito, alta estabilidade dimensional e excelentes características de vibração. O uso mais incomum de granito foi como material dos trilhos do Haytor Granite Tramway, Devon, Inglaterra, em 1820. O bloco de granito é geralmente processado em placas, que podem ser cortadas e moldadas por um centro de corte. Na engenharia militar, a Finlândia plantou pedras de granito ao longo de sua Linha Mannerheim para bloquear a invasão por tanques russos na Guerra de Inverno de 1939-1940.

### Esportes

#### Curling

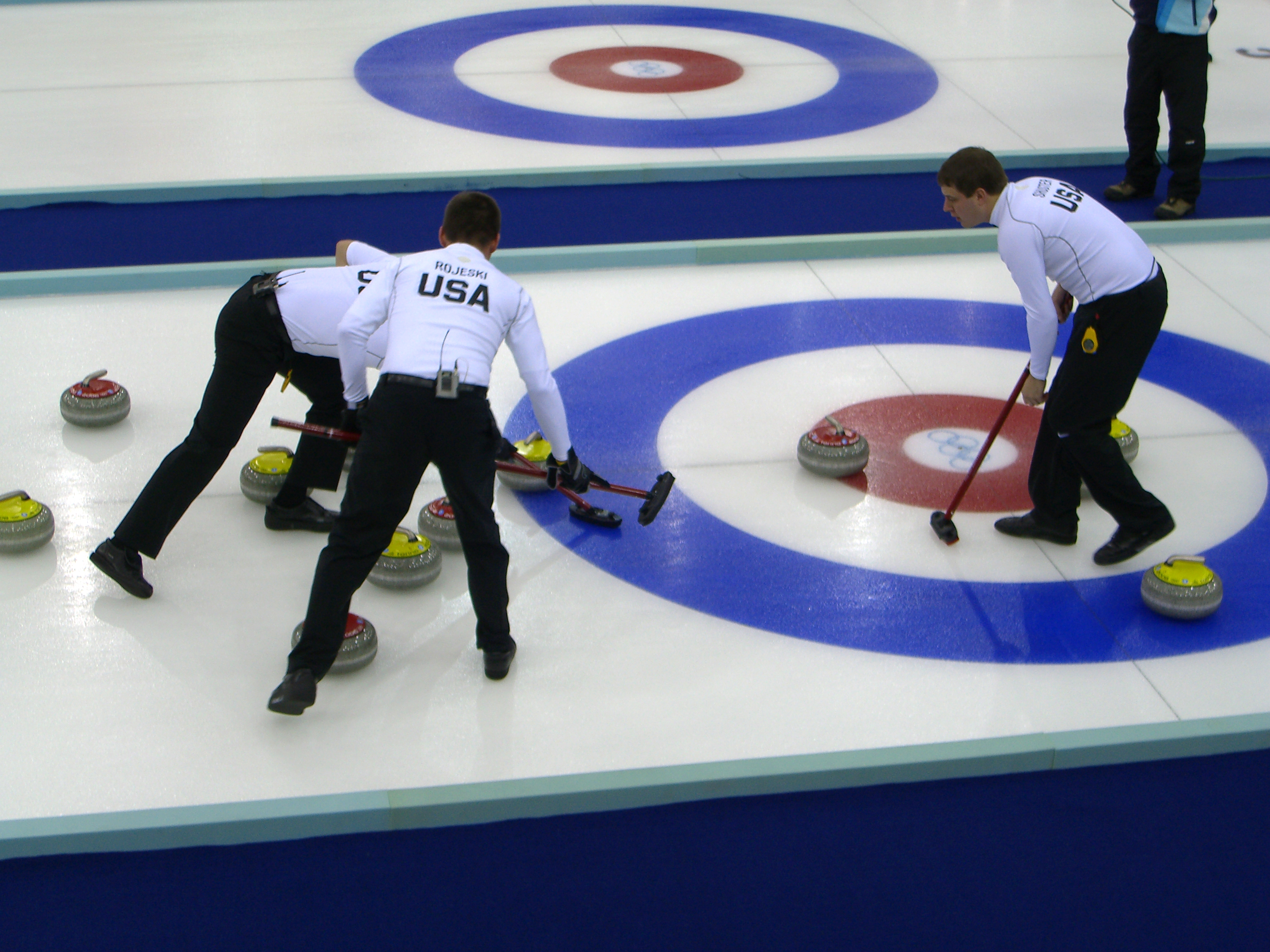
Pedras de granito no curling.

As pedras de curling são quase que exclusivamente feitas com granito da ilha escocesa Ailsa Craig. As primeiras pedras foram feitas na década de 1750. Pela raridade desse granito, as melhores pedras podem custar até US$ 1 500. Apesar de ser uma reserva ambiental, a extração dessas rochas ainda é realizada sob licença da empresa Kays of Scotland.

#### Alpinismo
O granito é uma das rochas mais apreciadas pelos alpinistas, pela sua inclinação, solidez, sistemas de fendas e fricção. Locais conhecidos para a escalada em granito incluem:
- Vale de Yosemite
- Bugaboos, no Canadá.
- Maciço do Monte Branco
- Bregaglia
- Córsega
- Partes do Karakoram
- O Maciço de Fitzroy
- Patagónia
- Ilha Baffin
- Ogawayama, montanha no Japão
- A costa da Cornualha
- Cairngorms, Cordilheira na Escócia
- O Pão de Açúcar no Rio de Janeiro
- Stawamus Chief, no Canadá.